# Capolat
Capolat är en kommun i Spanien.   Den ligger i provinsen Província de Barcelona och regionen Katalonien, i den östra delen av landet, 500 km öster om huvudstaden Madrid. Arean är 34 kvadratkilometer. Capolat gränsar till Castellar del Riu, Berga, Avià, L'Espunyola, Montmajor, Navès och Guixers. 
Terrängen i Capolat är kuperad.